# Suzan Mejer
Suzan Mejer (engl. Susan Mayer) je jedan od glavnih likova televizijske serije „Očajne domaćice“ koju glumi Teri Hačer.
Rođena je 1968. godine kao Suzan Bremer, noseći prezime svoje majke Sofi Bremer. Dugi niz godina je verovala da joj je otac bio trgovački marinac koji je poginuo u ratu, dok joj u drugoj sezoni serije majka nije rekla da joj je otac živ, da se zove Edison Prudi i da drži prodavnicu stočne hrane.  Suzan je završila srednju školu kao đak generacije. Kasnije je udala za Karla Mejera, advokata, i iz braka sa njim ima ćerku Džuli Mejer. Kada je saznala da je muž vara sa svojom sekretaricom, Suzan se razvela od njega i dobila starateljstvo nad ćerkom. Bivši muž, Karl često ju je oslovljavao nadimkom Suzi Kju. U prvoj sezoni serije je upoznala Majk Delfina, novog suseda i odmah se zaljubila u njega. Tri godine kasnije udala se za njega i sa njim rodila sina kome su dali ime Mejnard. Pet godina kasnije, Suzan i Majk su doživeli saobraćajnu nesreću, kada su autom krenuli u restoran na večeru povodom godišnjice braka. U nesreći je poginula Lajla Deš zajedno sa svojom ćerkom. Zbog griže savesti Susan nije mogla oprostiti Majku što je izazvao saobraćajku, pa su se ubrzo potom razveli. Suzan je posle razvoda našla utehu u Džeksonu, slikaru koji je radio i kao moler. Muž pokojne Lajle Deš pokušao je da se osveti Majku za smrt svoje supruge. Tom prilikom je hteo da naudi Suzan i Mejnardu, ali na kraju ipak nije uspeo. To je ponovo zbližilo Suzan sa Majkom, tako da su ponovo stupili u brak na početku šeste sezone.
| „ | Majk, možeš li mi pomoći da ustanem? | ” |